# Василевский, Радомир Борисович
Радомир Борисович Василевский (1930—1999) — советский и украинский кинооператор, кинорежиссёр, актёр. Заслуженный деятель искусств Украинской ССР (1973).

## Биография
Родился 27 сентября 1930 года в городе Челябинске.
Отец — Борис Васильевич Василевский. Родился в Харбине (Империя Цин) в январе 1907 года. С раннего детства жил в посёлке Игрень Днепропетровской области. С 1931 года жил в Челябинске, работал на ЧТЗ. На фронт ушёл добровольцем в 1941 году, прошёл всю войну, воевал в сапёрных войсках. Закончил войну в звании подполковника. Жил и работал в разных городах СССР на строительстве энергетических объектов. С 1959 года жил в Москве. Умер 23 июня 1981 г.
Мать — Клавдия Сазонтевна Василевская.
В 1954 году окончил операторский факультет ВГИК, мастерскую профессора В. И. Волчека.
После съёмок фильма «Весна на Заречной улице» женился на актрисе Нине Ивановой.
С 1955 года работал на Одесской киностудии кинооператором-постановщиком.
В 1964 году дебютировал в качестве режиссёра-постановщика.
Скончался 10 февраля 1999 года. Похоронен на Котляковском кладбище.

## Личная жизнь
От первого брака с Лилией Никитичной Василевской дочь Татьяна 1952 года рождения.
Второй брак — с Ниной Ивановой.
От третьего брака с Поддубной Татьяной Викторовной дочь Елена 1978 года рождения.

## Награды
- Орден Трудового Красного Знамени,
- Орден Почёта
- Почётное звание — Заслуженный деятель искусств Украинской ССР (1973).
- Почётная грамота Верховного Совета Белоруссии

## Фильмография

### Оператор
- 1956 — Весна на Заречной улице — второй оператор
- 1957 — Орлёнок
- 1959 — Зелёный фургон
- 1959 — Черноморочка
- 1960 — Возвращение
- 1963 — Приходите завтра

### Актёр
- 1965 — Комэск — зверолов (эпизод)

### Кинорежиссёр
- 1965 — Погоня
- 1967 — Дубравка
- 1970 — Шаг с крыши
- 1972 — Включите северное сияние
- 1974 — Рассказы о Кешке и его друзьях
- 1974 — Путешествие миссис Шелтон
- 1976 — Цветы для Оли
- 1977 — Побег из тюрьмы
- 1979 — Ипподром
- 1980 — Ожидание
- 1982 — 4:0 в пользу Танечки
- 1984 — Что у Сеньки было
- 1985 — Дайте нам мужчин!
- 1986 — Без сына не приходи!
- 1990 — Рок-н-ролл для принцесс
- 1992 — Грех
- 1994 — Трень-брень
- 1995 — Без ошейника
- 1999 — Как кузнец счастье искал